# 賀衛方
賀 衛方（が えいほう、ホー・ウェイファン、1960年7月17日 - ）は、中華人民共和国の著名な法律学者。北京大学法学院教授。中国共産党員であるが、法治や言論の自由に関する提言を続けている。2008年12月、劉暁波が発表した〇八憲章にはいち早く署名した。

## 来歴
山東省煙台市の牟平区生まれ。文化大革命中の1970年、故郷山東省の高校の校医だった父は手術用のメスで太腿の動脈を切断し、自殺した。父は人民裁判の吊し上げに遭い、監禁されていた。1978年から1982年まで西南政法学院に在籍し、欧米の司法制度を学び、自由思想に傾倒した。1985年まで北京政法学院（後の中国政法大学）に在籍し、法学博士号を取得する。その後、国営貿易会社に就職したが、六四天安門事件では母校の学生と共にデモに参加した。その後学界に戻り、中国司法の本格的研究を始めた。
1995年まで中国政法大学で教えた後、1995年から2008年まで北京大学の法学院教授を務めた。賀が北京大法学院きっての有名教授となったのは、北京大に移って間もない1998年1月、南方週末に「退役軍人が法院へ」という論文を発表した時である。この文章では法律知識に乏しい中国人民解放軍出身者が、裁判官として大量に在籍している司法の危うい現状を鋭く告発して、社会に衝撃を与えた。2007年には浙江大学の光華法学院教授として招聘されたが、浙江大学側に拒否される事件が起きた。
2008年12月、劉暁波が発表した民主化プラン〇八憲章にいち早く署名した。その後の2009年、北京大学当局は理由も示さず、新疆ウイグル自治区の石河子大学へ派遣すると通告した。妻子を北京に残し、単身で渡った。2011年に北京大学に戻る。

## 発言
朝日新聞記者の吉岡桂子に第23回参議院議員通常選挙について尋ねられた際、「国民感情は右へ左へと揺れ動くものです。近くに中国のような規模の大きな、そして民主的ではない政治体制の国が存在すれば、日本の人の気持ちが揺れるのも当然でしょう。しかし、自由に議論ができる民主主義の国では右へ行きすれば左へ動くバネが働く。左へ行きすればまた、逆バネが働く。私は心配していませんよ」と述べた。